# Aksai (Tong)
Der Aksai (kirgisisch Ак-Сай) ist ein linker Nebenfluss des Tong im Rajon Tong (Oblus Yssykköl) in Kirgisistan.
Der Fluss entspringt an den Nordhängen des Terskej-Alatau. Er fließt durch eine enge Schlucht und passiert das Dorf Aksai in einem tiefen Tal. Der Aksai wird u. a. von den Nebenflüssen Dscherüi und Köksai gespeist. Vier Kilometer vor dem Yssykköl mündet der Aksai in den Tong. Der Fluss hat eine Länge von 36 km. Sein Einzugsgebiet umfasst 340 km². Der mittlere jährliche Abfluss beträgt 3,06 m³/s. Der maximale (monatliche) Abfluss beträgt 8,45 m³/s, der geringste 1,60 m³/s.
Der Fluss wird zur Bewässerung genutzt.